# Rocky Juarez
Rocky Juarez (n. 15 aprilie 1980, Houston, Texas, SUA) este un boxer ce a reprezentat Statele Unite ale Americii, medaliat olimpic. A participat la o ediție a Jocurilor Olimpice (2000) în care a câștigat o medalie de argint.

## Participări
Lista de mai jos prezintă principalele competiții la care a participat Rocky Juarez de-a lungul carierei.
- boxing at the 2000 Summer Olympics – featherweight[*]